# Let Her Burn
Let Her Burn è il primo album in studio della cantante statunitense Rebecca Black, pubblicato nel 2023.

## Tracce
1. Erase You – 3:17
2. Destroy Me – 3:02
3. Misery Loves Company – 2:49
4. Crumbs – 3:13
5. Doe Eyed – 2:35
6. Sick to My Stomach – 4:14
7. What Am I Gonna Do with You – 2:38
8. Cry Hard Enough – 2:49
9. Look at You – 2:44
10. Performer – 3:14